# Bradleystrandesia serrata
Bradleystrandesia serrata är en kräftdjursart som först beskrevs av Tressler 1950.  Bradleystrandesia serrata ingår i släktet Bradleystrandesia och familjen Cyprididae. Inga underarter finns listade.